# Thomas N. Bisson
Thomas N. Bisson   (Nova York, 30 de març de 1931 - 28 de juny de 2025) va ser un historiador medievalista estatunidenc i gran coneixedor de Catalunya, especialment el seu paper en la història del parlamentarisme i del concepte d'interès públic.

## Biografia
Ha estat professor d'història medieval al Swarthmore College, a l'Amherst College, a Brown University, a la universitat de Berkeley i Universitat Harvard. Des del 1975 és membre de l'American Philosophical Society i de la Mediaeval Academy of America. Ha col·laborat a les més prestigioses revistes d'història estatunidenques, com American Historical Review, Bancroftiana, English Historical Review i Speculum. Ha col·laborat en la Història de Catalunya editada per Philippe Wolff i Joaquim Nadal i Farreras el 1982. El 1987 ingressà a l'Institut d'Estudis Catalans i el 1991 fou distingit com a doctor honoris causa per la Universitat Autònoma de Barcelona. L'any 2001 la Generalitat de Catalunya el va distingir amb la Creu de Sant Jordi.
| «        | A Catalunya el concepte de nació passa al davant del d'Estat | » |
| — Bisson |                                                              |   |

## Obres
- Assemblies and representation in Languedoc in the thirteenth century (Princeton University Press, 1964)
- Conservation of coinage. Monetary exploitation and its restraint in France (c.a.d. 1000 - c. 1225) (Oxford University Press, 1979)
- Fiscal accounts of Catalonia under the early count-kings: 1151-1213 (University of California Press, 1984)
- "The Medieval Crown of Aragon: A Short History" (Oxford University Press, 1986)
- Tormented voices. Power, Crisis and Humanity in Rural Catalonia 1140-1200 (Harvard University Press, 1998)

The Crisis of the Twelfth Century: Power, Lordship, and the Origins of European Government (Princeton University Press, 2009) [bad Castillian translation available!]